# Філіпп Омнес
Філіпп Омнес (фр. Philippe Omnès, нар. 6 серпня 1960) — французький фехтувальник на рапірах, олімпійський чемпіон (1992 рік), бронзовий (1984 рік) призер Олімпійських ігор, чемпіон світу.

## Виступи на Олімпіадах
| Олімпіада         | Дисципліна           | Місце |
| ----------------- | -------------------- | ----- |
| Лос-Анджелес 1984 | індивідуальна рапіра | 7     |
| Лос-Анджелес 1984 | командна рапіра      | 3     |
| Сеул 1988         | індивідуальна рапіра | 9     |
| Сеул 1988         | командна рапіра      | 6     |
| Барселона 1992    | індивідуальна рапіра | 1     |
| Барселона 1992    | командна рапіра      | 7     |
| Атланта 1996      | індивідуальна рапіра | 7     |